# François Pitti-Ferrandi (1838-1894)
Pour les articles homonymes, voir François Pitti-Ferrandi.
François Pitti-Ferrandi est un homme politique français né le 22 février 1838 à Pietra-di-Verde (Corse) et décédé le 9 mars 1894 dans le 8e arrondissement de Paris.
Médecin à Bastia, il est conseiller municipal de cette ville, conseiller général du canton de Corte, succédant à un de ses frères et remplacé en 1885 par un autre de ses frères, puis conseiller général du canton de Muro. Il est élu sénateur républicain de la Corse le 7 janvier 1894 et meurt subitement le 9 mars suivant.